# Риги, Томмазо
Томмазо Риги (итал. Thommaso Righi, лит. Tomazas Rigis, пол. Tomasz Riggi; 1727, Рим — 1802, Варшава) — итальянский скульптор, мастер декоративной скульптуры позднего барокко.

## Биография

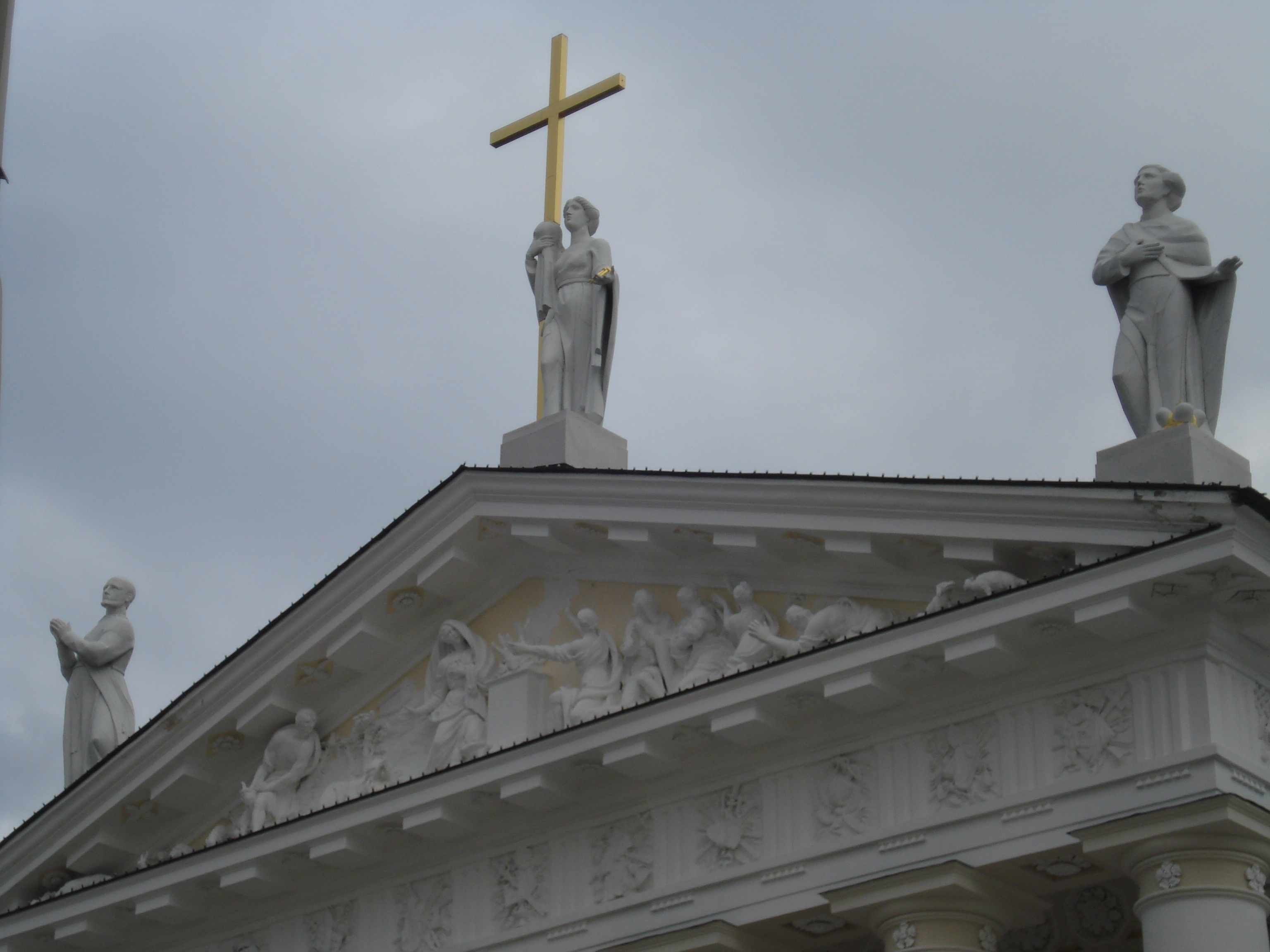
Жертвоприношение Ноя (Вильнюс, Кафедральный собор)

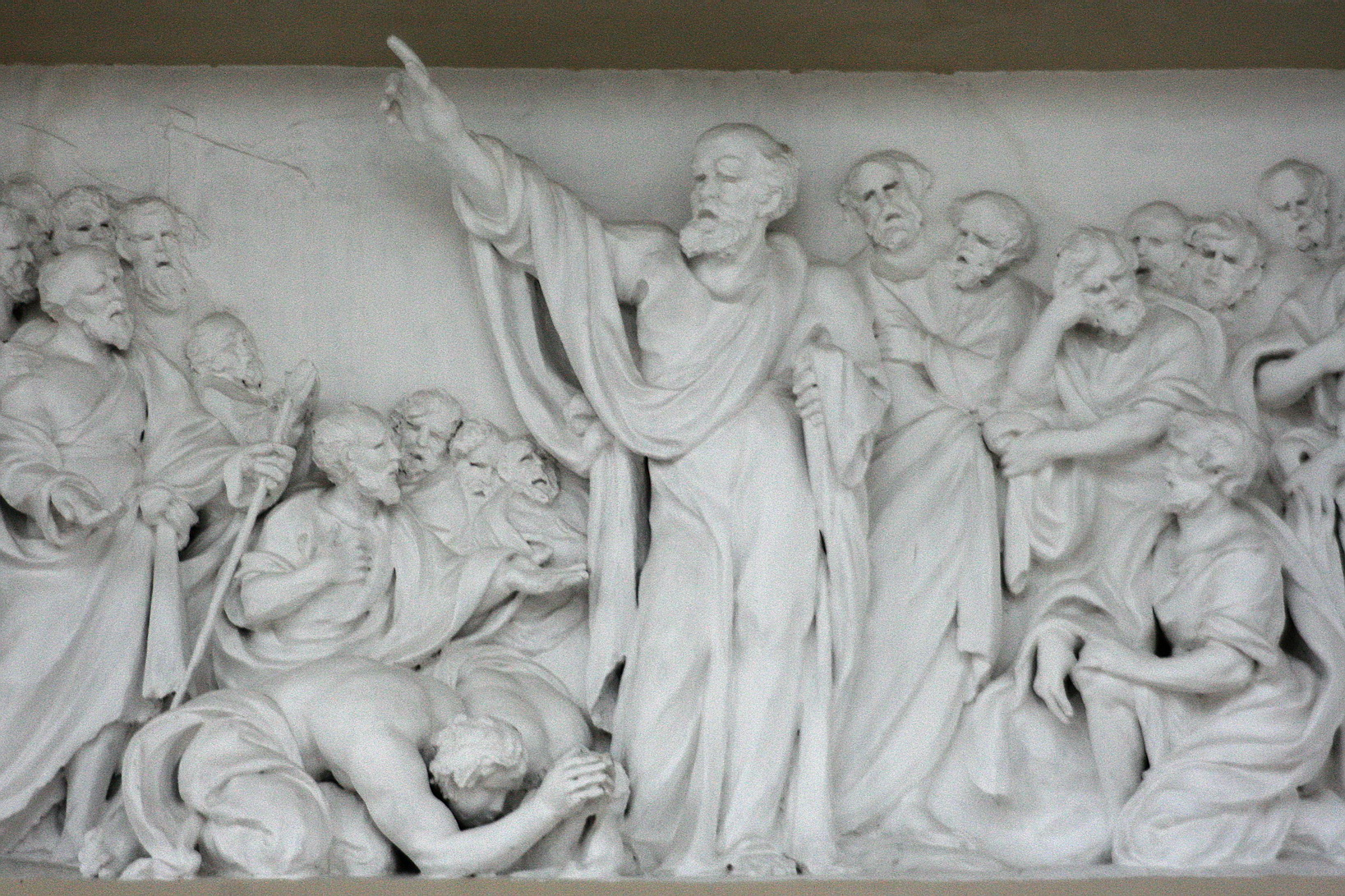
Проповедь народу (Вильнюс, Кафедральный собор)

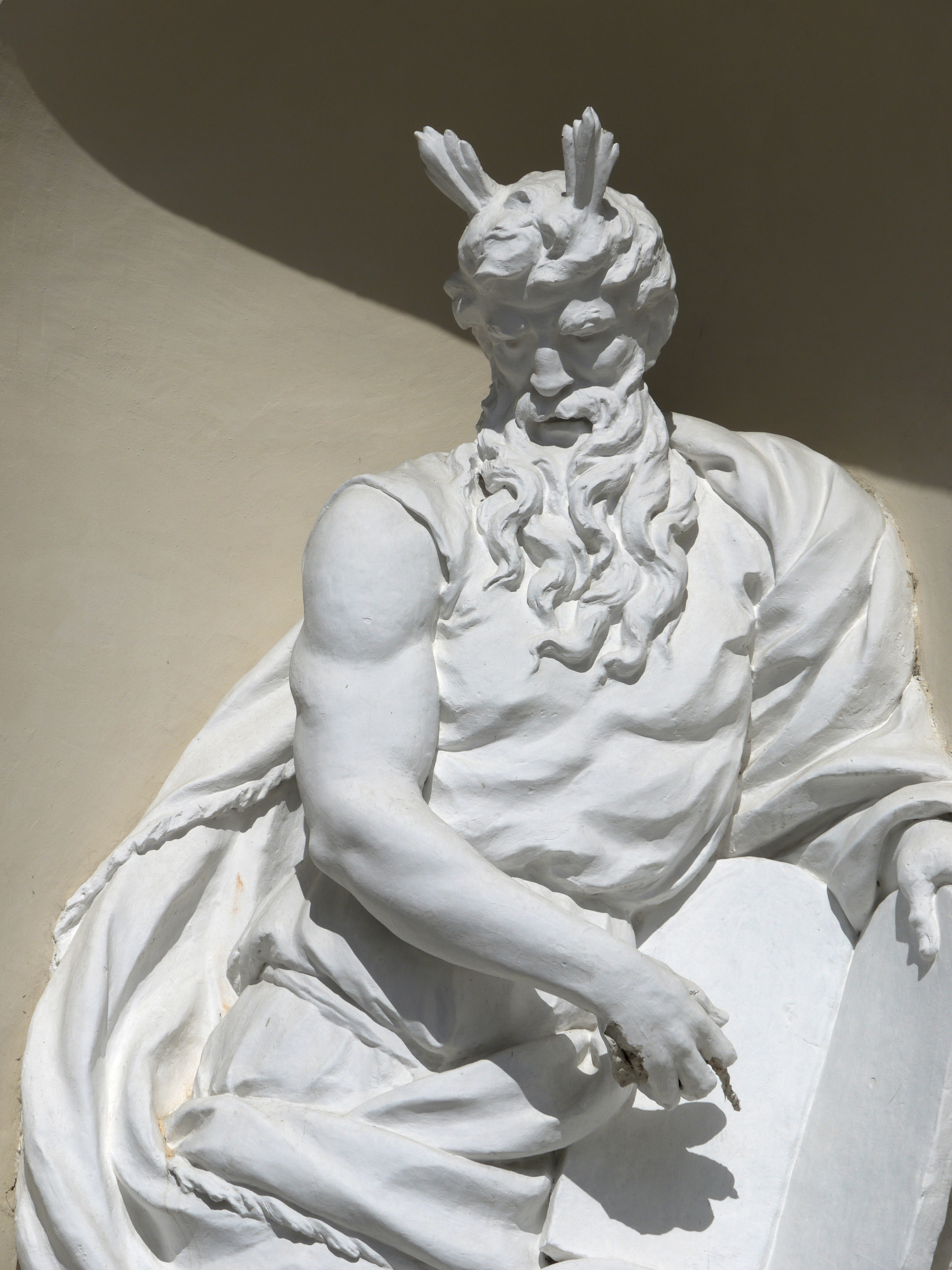
Моисей (деталь; Вильнюс, Кафедральный собор

С 1760 года член Академии Святого Луки в Риме, профессор. Создавал в Риме алтари, надгробные памятники, работал над украшениями интерьеров дворцов, вилл и церквей.
В 1784 году по приглашению епископа Игнацы Якуба Масальского прибыл в Вильно. В 1784—1785 годах декоративной барочной скульптурой украшал дворец в Верках. В 1785—1791 годах работал над убранством виленского Кафедрального собора Святого Станислава и Святого епископа Владислава.
Приблизительно с 1791 года работал скульптором дворца короля польского Станислава II Августа, своими работами декорировал дворец в Лазенках.

## Творчество
Среди созданных в Риме произведений — надгробные памятники кардинала Камилло Паолоччи в церкви Сан-Марчелло-аль-Корсо и художника Балестро в церкви Санти-Лука-э-Мартина (оба 1776), украшения Золотого зала палаццо Киджи, рельефы из стукко в вестибюле и залах виллы Боргезе.
Авторству Томмазо Ригги принадлежит большой алтарь «Слава святого Василия» в церкви Санта-Мария-дель-Приорато на Авентинском холме.
Для вильнюсского Кафедрального собора создал пять горельефов для верхней части фасада по сюжетам событий, описанных в Деяниях апостолов: сошествие Святого Духа на апостолов, проповедь святого Петра народу, исцеление именем Христа хромого нищего, воскрешение святым Павлом умершего юноши, внезапная смерть Анания и Сапфиры, пытавшихся обмануть христианскую общину. В тимпане фронтона расположена композиция «Жертвоприношение Ноя». В боковых нишах переднего фасада собора установлены монументальные статуи Моисея и Авраама. Слева и справа от входа в нишах за колоннами — четыре евангелиста Матфей, Марк, Лука и Иоанн с их символическими существами (человек, лев, телец и орёл).
Внутри собора в нишах боковых нефов расположены аллегорические скульптуры «Любовь к ближнему» в южном нефе и «Любовь к Богу» в северном.
Раннее творчество испытало влияние Джованни Лоренцо Бернини. В поздний период творчества в скульптуре из стукко развивал стиль позднего барокко, в терракотовых рельефах — стиль рококо. Свои произведения сочетал с архитектурой классицизма. Произведениям Ригги свойственна тонкая передача форм и линий массивных фигур, подчеркнутых экспрессивной драпировкой одеяний. 

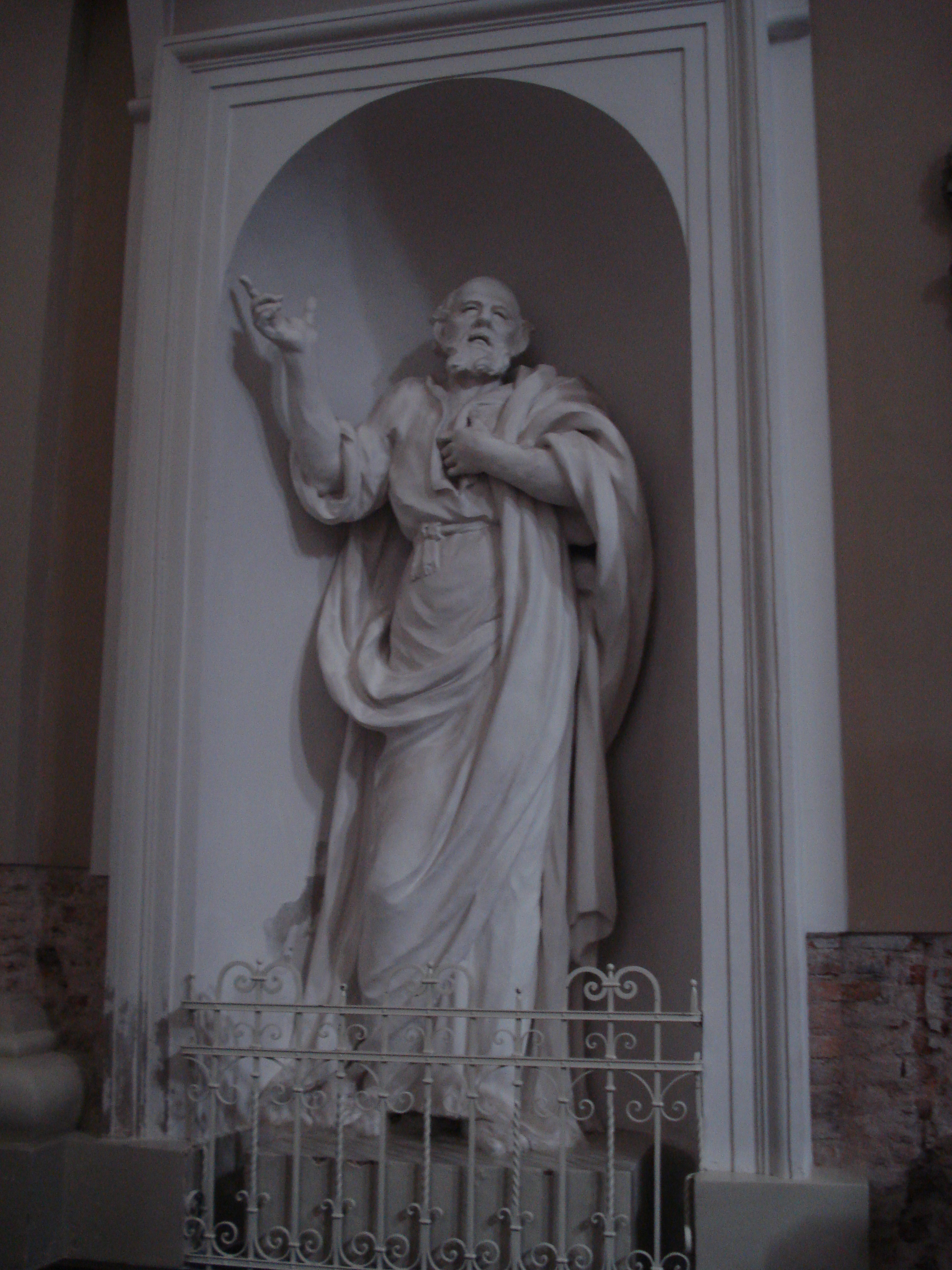
Любовь к Богу (Вильнюс, Кафедральный собор)
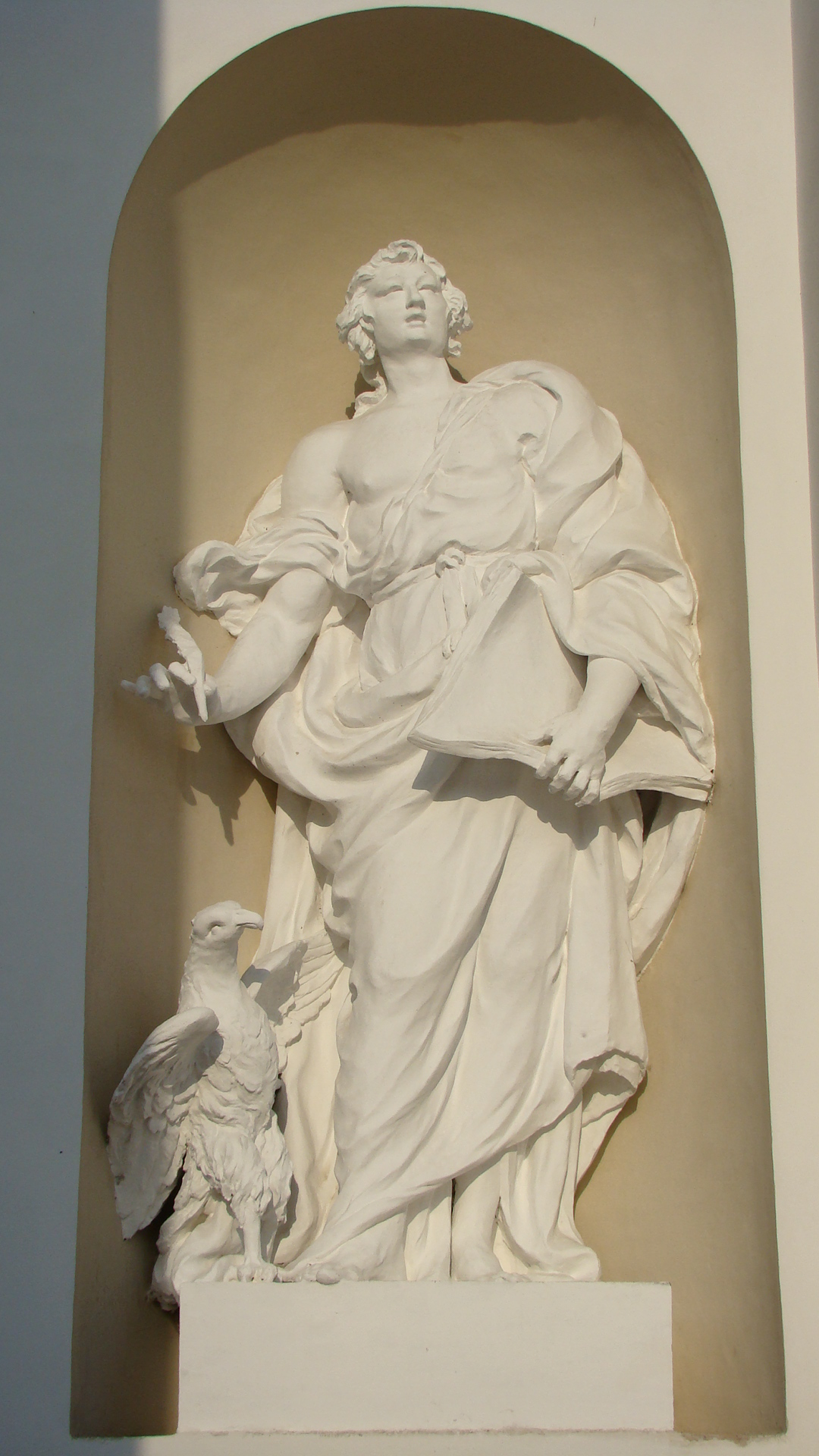
Евангелист Иоанн (Вильнюс, Кафедральный собор)
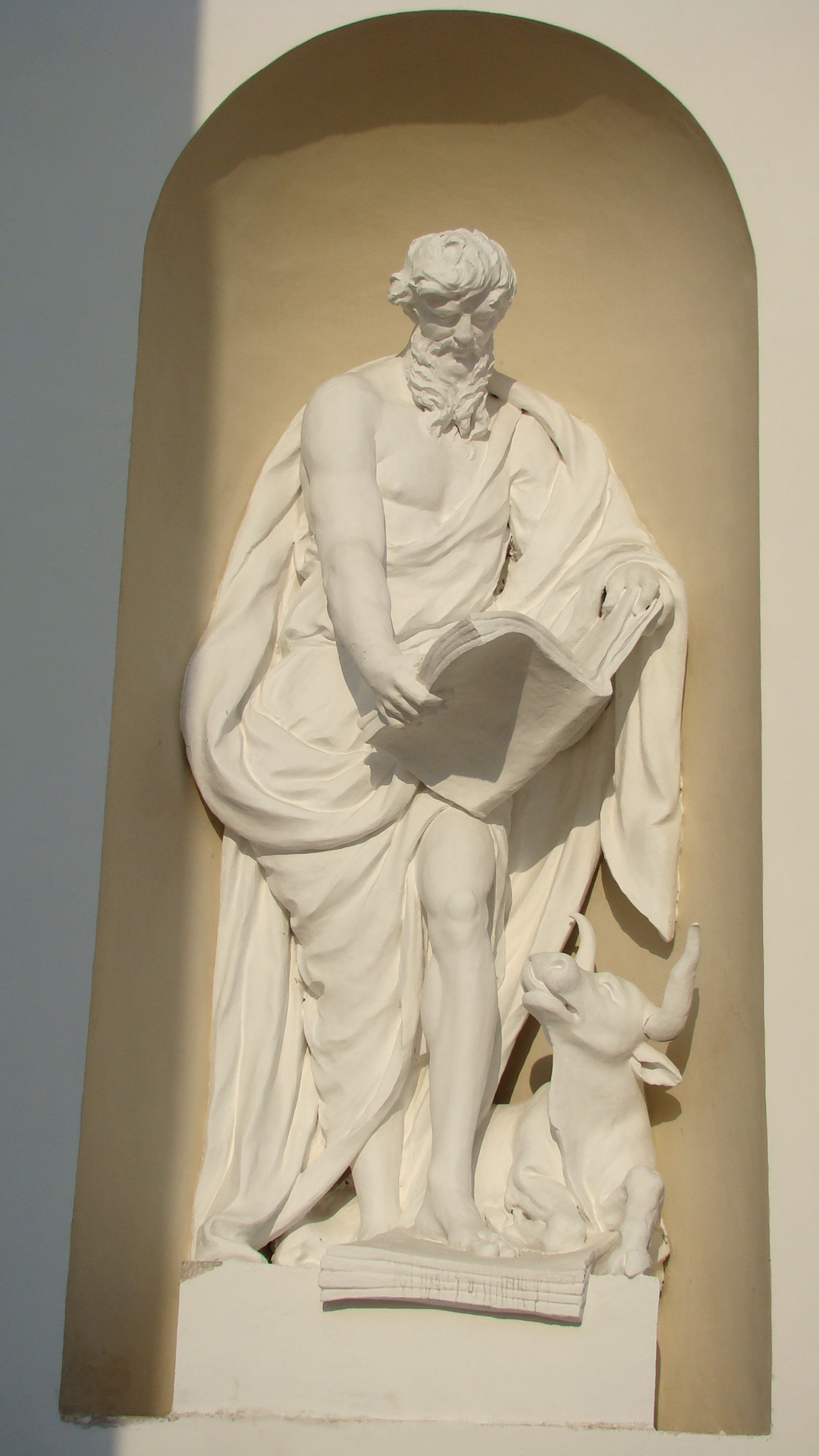
Евангелист Лука (Вильнюс, Кафедральный собор)
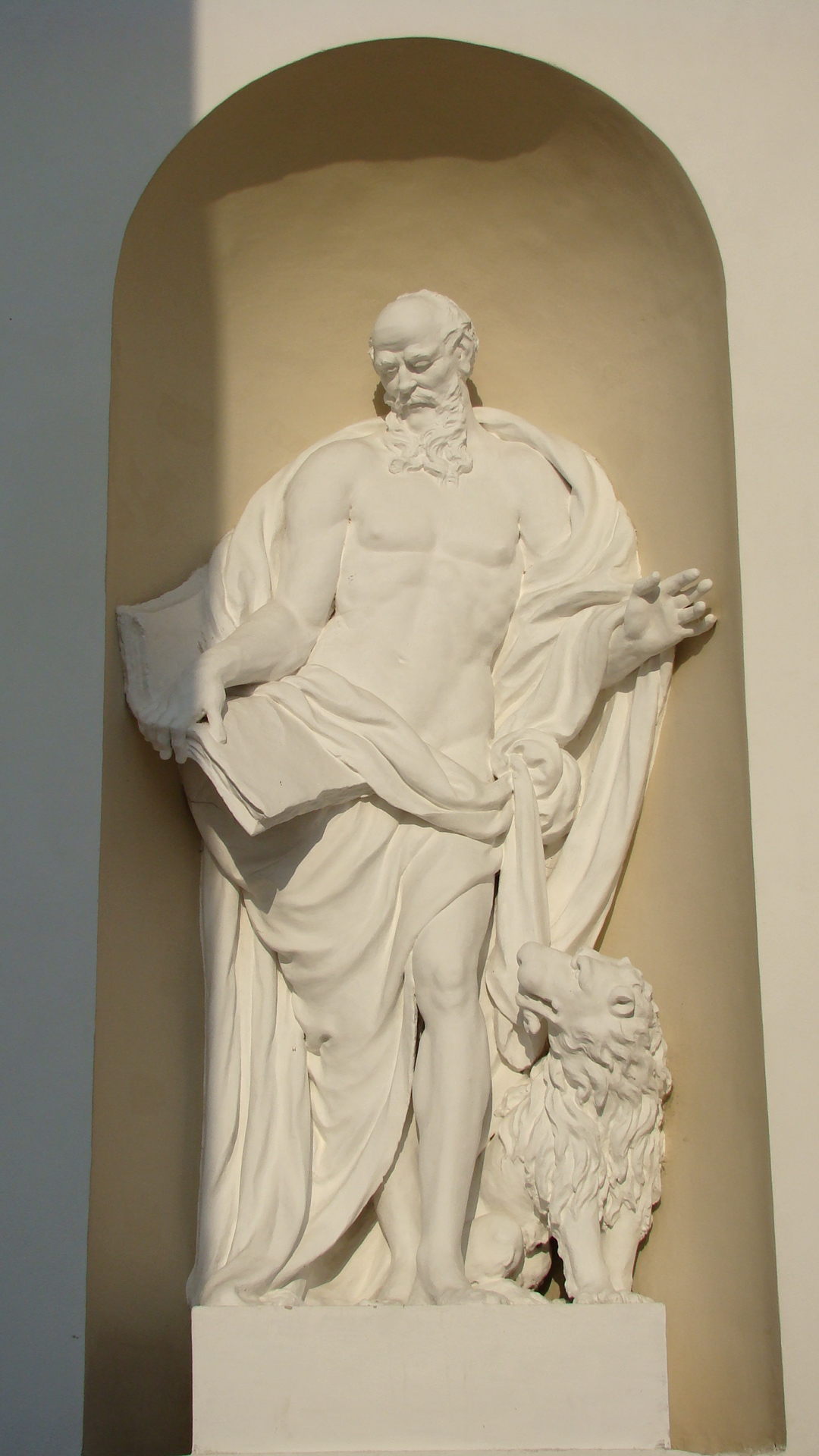
Евангелист Марк (Вильнюс, Кафедральный собор)
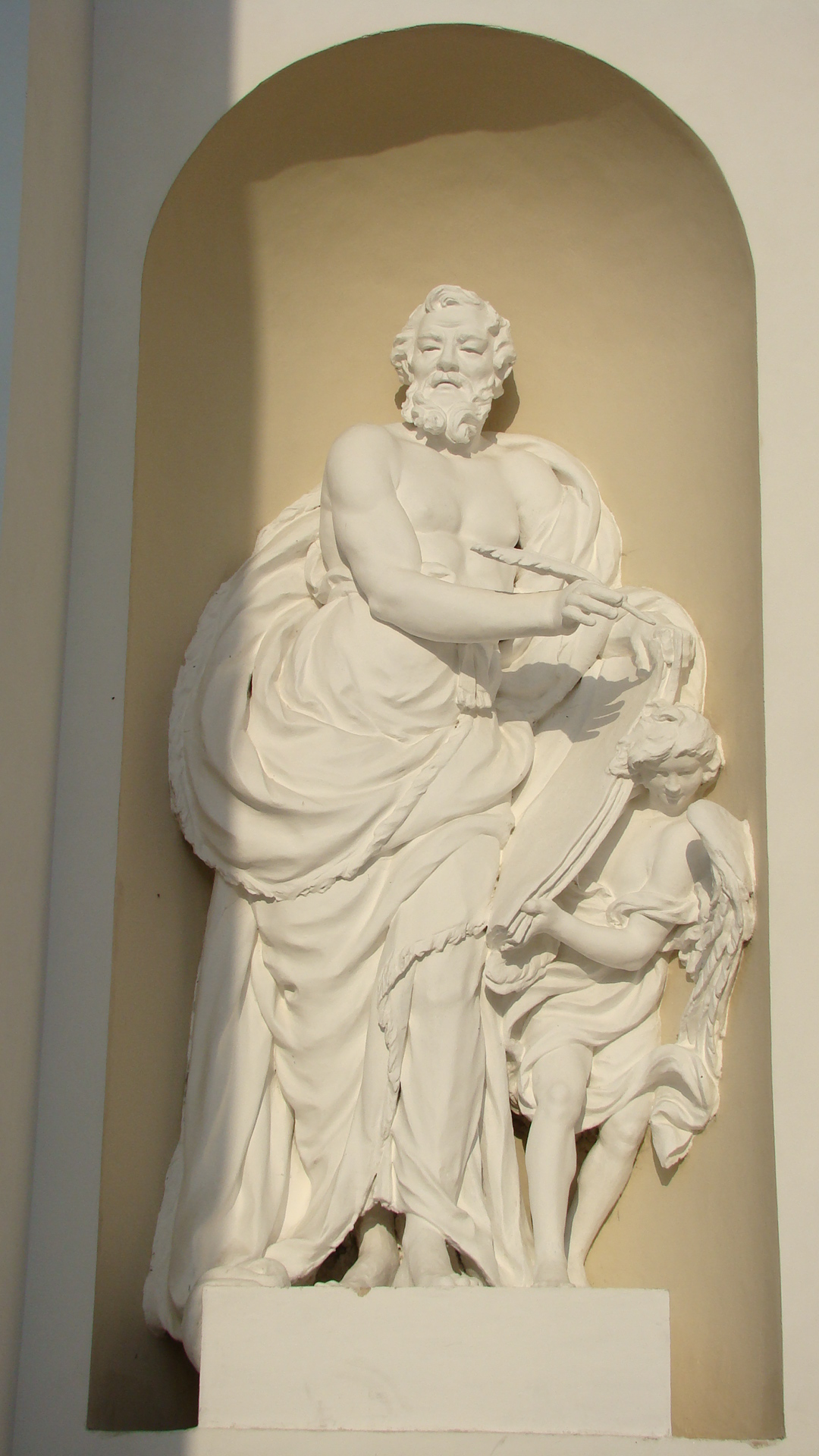
Евангелист Матфей (Вильнюс, Кафедральный собор)